# Мацкевич Владислав Вітольдович
Владисла́в Віто́льдович Мацке́вич (рос. Владислав Витольдович Мацкевич; 29 січня 1934, ст. Тайдут, Харагунське сільське поселення, Хілоцький район, РРФСР, СРСР) — радянський військовий, капітан 2-го рангу у відставці, підводник, письменник-мариніст.

## Біографічні відомості
Народився 29 січня 1934 р., ст. Тайдут, Хілоцький район, Читинська обл. У 1958 р. закінчив Севастопольське Вище військово-морське інженерне училище (СВВМІУ).
Служив на Північному флоті, спочатку командиром моторної групи, а через рік — командиром БЧ-5 підводного човна «С-345» 25 бригади підводних човнів (БПЧ) Північного флоту. У 1963—1964 рр. був радником флагманського інженера-механіка підводних сил (бригади) республіки Індонезія. Після завершення закордонного відрядження служив ПФ-5 по живучості 22 БПЧ 37-ї дивізії підводних човнів Балтійського флоту, а через два роки призначений ПФ-5 штабу 37-ї дивізії підводних човнів. Пройшов курси підвищення кваліфікації при 91-му НДЦ ОДАС МО, НДІ Коломенського машинобудівного заводу і СВВМІУ. Неодноразово брав участь у несенні бойової служби на підводних човнах і крейсері «Свердлов» у складі похідного штабу.
В 1968 р. за станом здоров'я переведений старшим викладачем військово-морської кафедри Миколаївського кораблебудівного інституту імені адмірала С. Й. Макарова (МКІ) за дисциплінами «Живучість корабля» та «Експлуатація суднових дизелів». На кафедрі ним обладнана спеціалізована аудиторія з експлуатації корабельних дизелів, лабораторія діючої техніки і лабораторія дефектоскопії. Багаторазово брав участь у далеких шлюпочних походах студентів по Чорному морю, Дніпру і Дністру.
В 1970 р., до 50-річчя МКІ, ним разом з іншим викладачем військово-морської кафедри створений музей адмірала С. Й. Макарова, в якому В. Мацкевич і зараз продовжує працювати науковим керівником на громадських засадах. Музей включено у «Морський енциклопедичний словник», йому вручені золота медаль Обласного товариства охорони пам'яток і ювілейна медаль адмірала С. Й. Макарова.
Організував фонд раритетних книг з історії флоту XVIII—XIX і початку XX ст., який включає 293 томи рідкісних книг і понад 500 томів журналу «Морской сборник», починаючи з № 1 за березень 1848 р. Наразі формується електронна бібліотека з історії вітчизняного флоту для музею адмірала С. Й. Макарова і Наукової бібліотеки університету.
В 2009 р. обраний керівником Миколаївського відділення Всеукраїнської спілки письменників-мариністів. Учасник п'яти конференцій спілки.
В 2010 р. взяв активну участь в організації другої конференції ВСПМ (Миколаїв, НУК), визнаної командуванням Чорноморського флоту еталонною.
В 2014 р. організував проведення конференції, присвяченої 90-річчю Експедиції підводних робіт особливого призначення (ЕПРОН) в НУК імені адмірала Макарова.
В 2015 р. у Центральній бібліотеці імені М. Н. Кропивницького ЦБС м. Миколаєва організував проведення конференції, присвяченої п'ятиріччю ВСПМ. Після демобілізації з лав ВМФ у 1984 р. організував у МКІ службу стандартизації та метрології. Розробив 7 стандартів МКІ і ряд методичних документів у системі управління якістю НДДКР.
Зараз В. В. Мацкевич — завідувач сектору стандартизації та метрології адміністративно-управлінського персоналу науково-дослідної частини Національного університету кораблебудування імені адмірала Макарова.

## Творчість

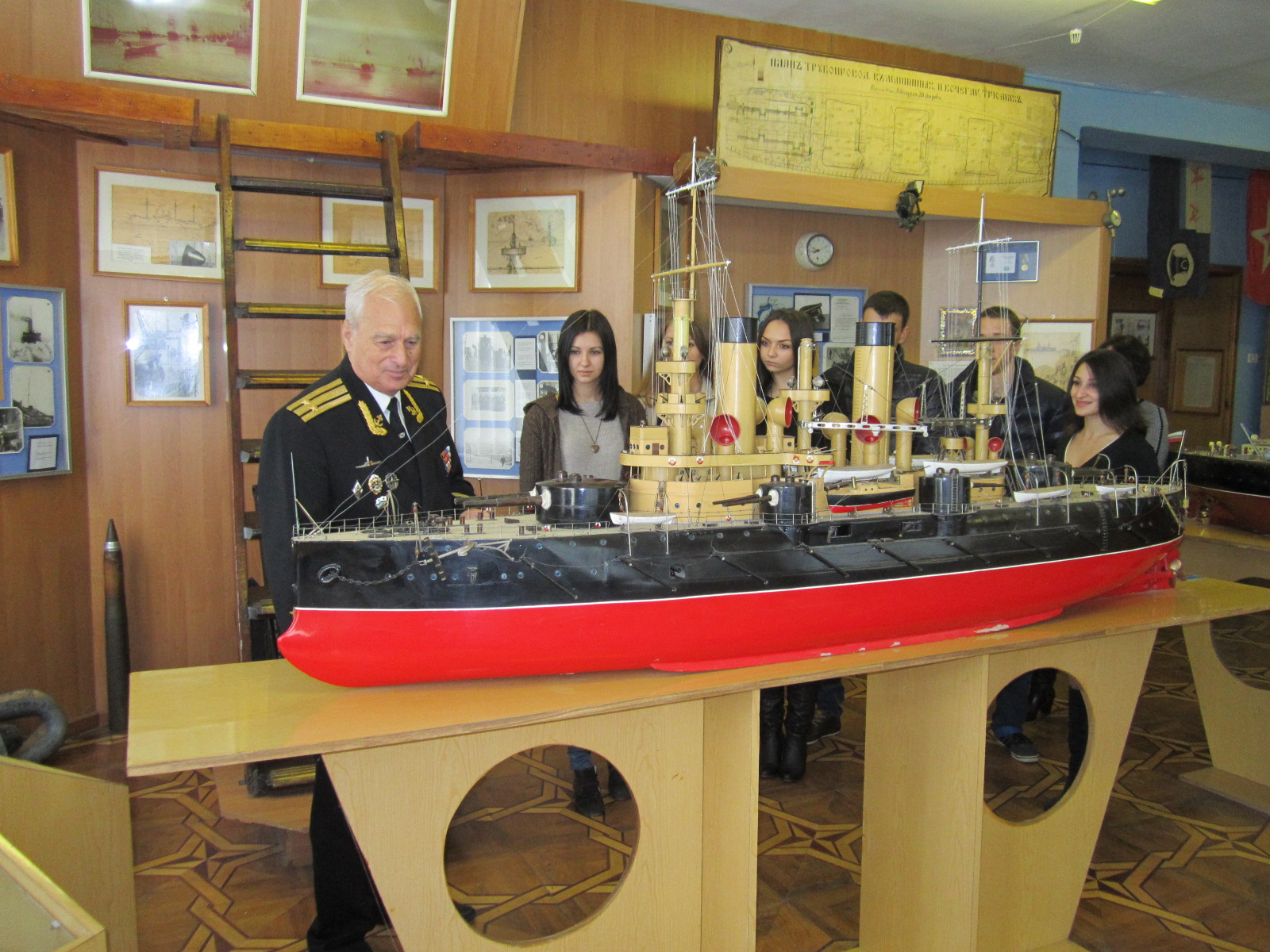

Автор чотирьох книг «Флотские байки».
В 2011 р. у складі колективу авторів він взяв участь у написані «Книги памяти подводников ВМФ, уроженцев г. Николаева и Николаевской области, погибших в XX веке» та «Имени адмирала: университет, музей, фонд ценной книги».
Мацкевич В. В. публікує науково-історичні статті в популярних журналах «Фарватер submariners» (м. Харків), «Виктория — Большой сбор», «Охотник» (м. Москва), «Морское образование» (м. Одеса), альманахах «Паруса творчества» (м. Харків), «Черноморские румбы» (м. Одеса), газетах Миколаєва, Севастополя та Одеси. Входить до складу редакцій журналу «Фарватер submariners» (м. Харків), міжнародного морського альманаху «Черноморские румбы» (м. Одеса).

## Твори
- Мацкевич, В. В. Флотские байки / В. В. Мацкевич. — Николаев: el Talisman, 2007. — 76 с.
- Мацкевич, В. В. Флотские байки / В. В. Мацкевич. — Николаев: Торубара Е. С., 2008. — 168 с.
- Мацкевич, В. В. Книга памяти подводников ВМФ, уроженцев г. Николаева и Николаевской области, погибших в XX веке / В. В. Мацкевич, В. Н. Бойко. — Николаев: Торубара В. В., 2011. — 164 с.
- Имени адмирала: университет, музей, фонд ценной книги / [ред. В. В. Мацкевич]. — Николаев: Торубара Е. С., 2011. — 126 с.
- Мацкевич, В. В. Флотские байки–2. Служили три товарища / В. В. Мацкевич, В. Т. Кулинченко, Э. П. Антошин. — Николаев: el Talisman, 2012. — 152 с.
- Мацкевич, В. В. Флотские байки–3. Друзья по прочному корпусу / В. В. Мацкевич, В. Т. Кулинченко, Э. П. Антошин. — Николаев: Торубара В. В., 2015. — 280 с.